# Sancho Sánchez de Rojas
Sancho Sánchez de Rojas, (m. Córdoba, 15 de junio de 1454) religioso y diplomático español y miembro de la Casa de Córdoba, fue hijo del mariscal de Castilla Diego Fernández de Córdoba, I señor de Baena, y de su primera mujer, Sancha García de Rojas, señora de Poza.

## Vida
Abad de Salas desde 1408, cubiculario del papa Martín V desde 1418 y maestrescuela de Sevilla al año siguiente, fue obispo de Astorga así como embajador por el rey Juan II a Navarra y a Aragón en 1426. Contento con su desempeño, el rey lo envió a Inglaterra en 1430 para tratar asuntos de alianzas que había propuesto el rey inglés, de donde volvió en 1431. Sucedió a Diego de Anaya en el cargo de presidente del Real Consejo de Castilla (1437) y fue nombrado obispo de Córdoba en 1440.
Otorgó testamento el 13 de junio de 1454, dos días antes de morir, dejando legados para sus parientes. Recibió sepultura en el coro de la Catedral de Córdoba en la capilla de Villaviciosa, al lado de su primo y predecesor, el obispo Gonzalo Venegas, hijo de Pedro Venegas, II señor de Luque, y de María García Carrillo, hermana de su padre.